# Мартыновское (Вологодская область)
Марты́новское — деревня в Харовском районе Вологодской области.
Входит в состав Харовского сельского поселения, с точки зрения административно-территориального деления — в Харовский сельсовет.
Расстояние до районного центра Харовска по автодороге — 23 км. Ближайшие населённые пункты — Дешинское, Останинское, Деряжница.
По переписи 2002 года население — 6 человек.